# چیو اوساکی
چیو اوساکی (انگلیسی: Chiyo Ousaki؛ زادهٔ ۱۲ فوریهٔ ۱۹۸۸) صداپیشه اهل ژاپن است. وی از سال ۲۰۱۲ میلادی تاکنون مشغول فعالیت بوده‌است.